# 香取神社 (柏市花野井)
香取神社（かとりじんじゃ）は千葉県柏市の神社。

## 歴史
創建年代は不明。現在の社殿は1852年（嘉永5年）に建てられたものである。建築費として千両かかったといわれている。ただ当時の花野井村民は駄送の副業で比較的裕福であったことから、何とか拠出することができたという。
境内には、9つの摂末社（妙見、稲荷、猿田彦、三峯、浅間、住吉、愛宕、天満宮、秋葉）がある。

## 交通アクセス
- 東武バス花野井バス停留所で下車。